# Hinsbourg
Hinsbourg [insbuʁ]  est une commune française située dans la circonscription administrative du Bas-Rhin et, depuis le 1er janvier 2021, dans le territoire de la Collectivité européenne d'Alsace, en région Grand Est.
Cette commune se trouve dans la région historique et culturelle d'Alsace et fait partie du parc naturel régional des Vosges du Nord.
Linguistiquement, Hinsbourg se situe dans la zone du francique rhénan.

## Géographie

### Communes limitrophes
Le territoire de la commune est limitrophe de ceux de cinq communes :
| Frohmuhl |           | Puberg           |
|          | Hinsbourg | Zittersheim      |
| Struth   |           | La Petite-Pierre |

### Géologie et relief
La commune se compose de 89,80 hectares de territoires agricoles (26,81 %) et 244,94 hectares de forêts et milieux semi-naturels (73,12 %).
Espaces naturels :
- Trois espaces protégés hors Natura 2000 Vosges du Nord :

Réserve de Biosphère, zone tampon,
Réserve de Biosphère, zone de transition,
Parc naturel régional.

### Hydrographie et les eaux souterraines
Hydrogéologie et climatologie
Système d’information pour la gestion des eaux souterraines du bassin Rhin-Meuse]
Territoire communal : Occupation du sol (Corinne Land Cover); Cours d'eau (BD Carthage),
Géologie : Carte géologique; Coupes géologiques et techniques,
Hydrogéologie : Masses d'eau souterraine; BD Lisa; Cartes piézométriques.
La commune est dans le bassin versant du Rhin au sein du bassin Rhin-Meuse. Elle est drainée par le ruisseau l'Eichel,.
L'Eichel, d'une longueur totale de 32,4 km, prend sa source dans la commune de Petersbach et se jette  dans la Sarre à Herbitzheim, après avoir traversé 16 communes. 

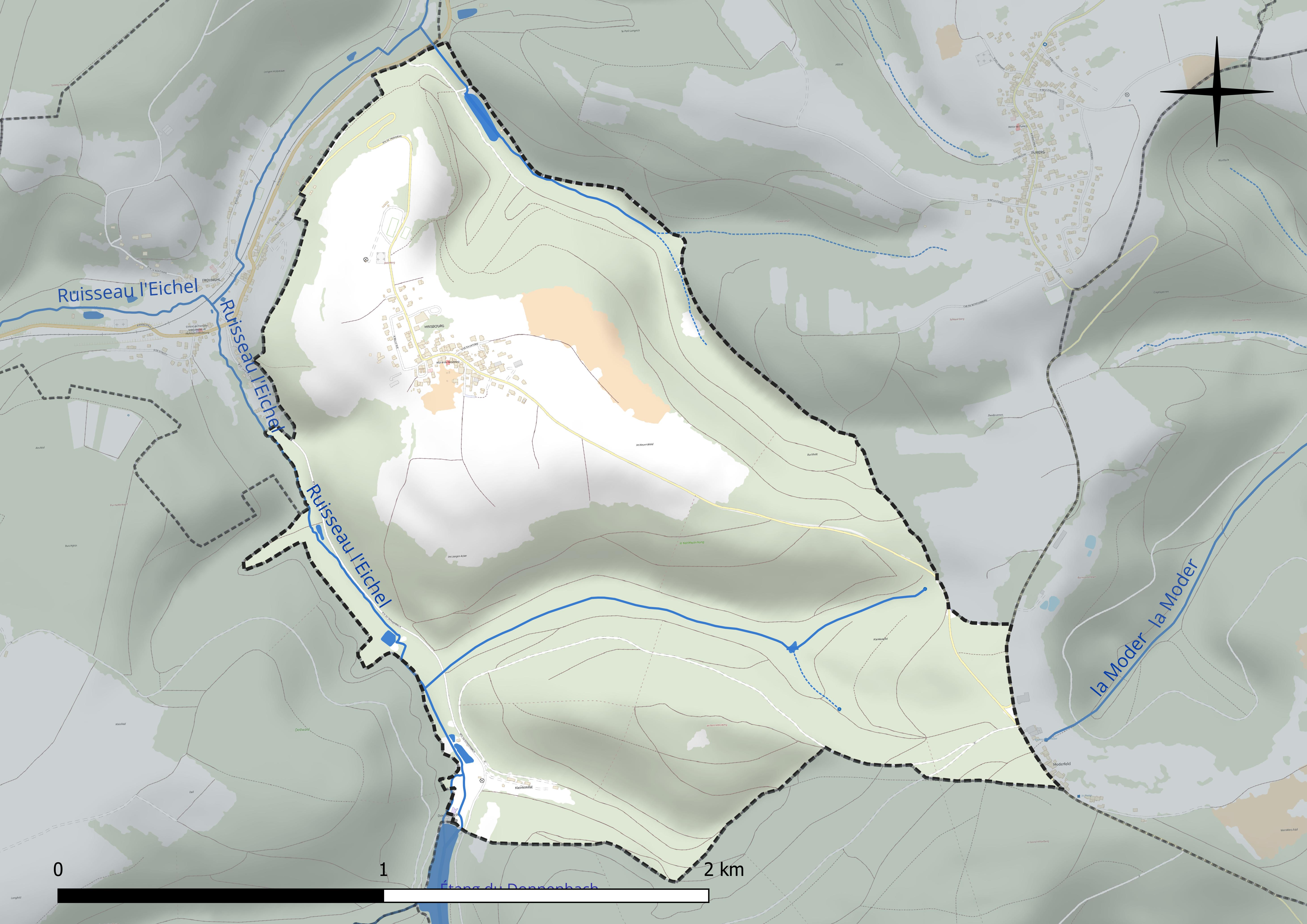
Réseau hydrographique de Hinsbourg.

### Climat
Pour des articles plus généraux, voir Climat du Grand Est et Climat du Bas-Rhin.
En 2010, le climat de la commune est de type climat des marges montargnardes, selon une étude du Centre national de la recherche scientifique s'appuyant sur une série de données couvrant la période 1971-2000. En 2020, Météo-France publie une typologie des climats de la France métropolitaine dans laquelle la commune est exposée à un climat semi-continental et est dans la région climatique  Vosges, caractérisée par une pluviométrie très élevée (1 500 à 2 000 mm/an) en toutes saisons et un hiver rude (moins de 1 °C). 
Pour la période 1971-2000, la température annuelle moyenne est de 9,9 °C, avec une amplitude thermique annuelle de 16,9 °C. Le cumul annuel moyen de précipitations est de 898 mm, avec 13,2 jours de précipitations en janvier et 10,3 jours en juillet. Pour la période 1991-2020, la température moyenne annuelle observée sur la station météorologique de Météo-France la plus proche, « Berg », sur la commune de Berg à 10 km à vol d'oiseau, est de 10,4 °C et le cumul annuel moyen de précipitations est de 801,8 mm. 
La température maximale relevée sur cette station est de 37,4 °C, atteinte le 25 juillet 2019 ; la température minimale est de −16,8 °C, atteinte le 7 février 2012,,. 
Les paramètres climatiques de la commune ont été estimés pour le milieu du siècle (2041-2070) selon différents scénarios d'émission de gaz à effet de serre à partir des nouvelles projections climatiques de référence DRIAS-2020. Ils sont consultables sur un site dédié publié par Météo-France en novembre 2022.

## Urbanisme

### Typologie
Au 1er janvier 2024, Hinsbourg est catégorisée commune rurale à habitat dispersé, selon la nouvelle grille communale de densité à sept niveaux définie par l'Insee en 2022.
Elle est située hors unité urbaine et hors attraction des villes,.

### Occupation des sols
L'occupation des sols de la commune, telle qu'elle ressort de la base de données européenne d’occupation biophysique des sols Corine Land Cover (CLC), est marquée par l'importance des forêts et milieux semi-naturels (73,3 % en 2018), en diminution par rapport à 1990 (74,6 %). La répartition détaillée en 2018 est la suivante : 
forêts (73,3 %), terres arables (26,4 %), prairies (0,3 %), zones agricoles hétérogènes (0,1 %). L'évolution de l’occupation des sols de la commune et de ses infrastructures peut être observée sur les différentes représentations cartographiques du territoire : la carte de Cassini (XVIIIe siècle), la carte d'état-major (1820-1866) et les cartes ou photos aériennes de l'IGN pour la période actuelle (1950 à aujourd'hui).

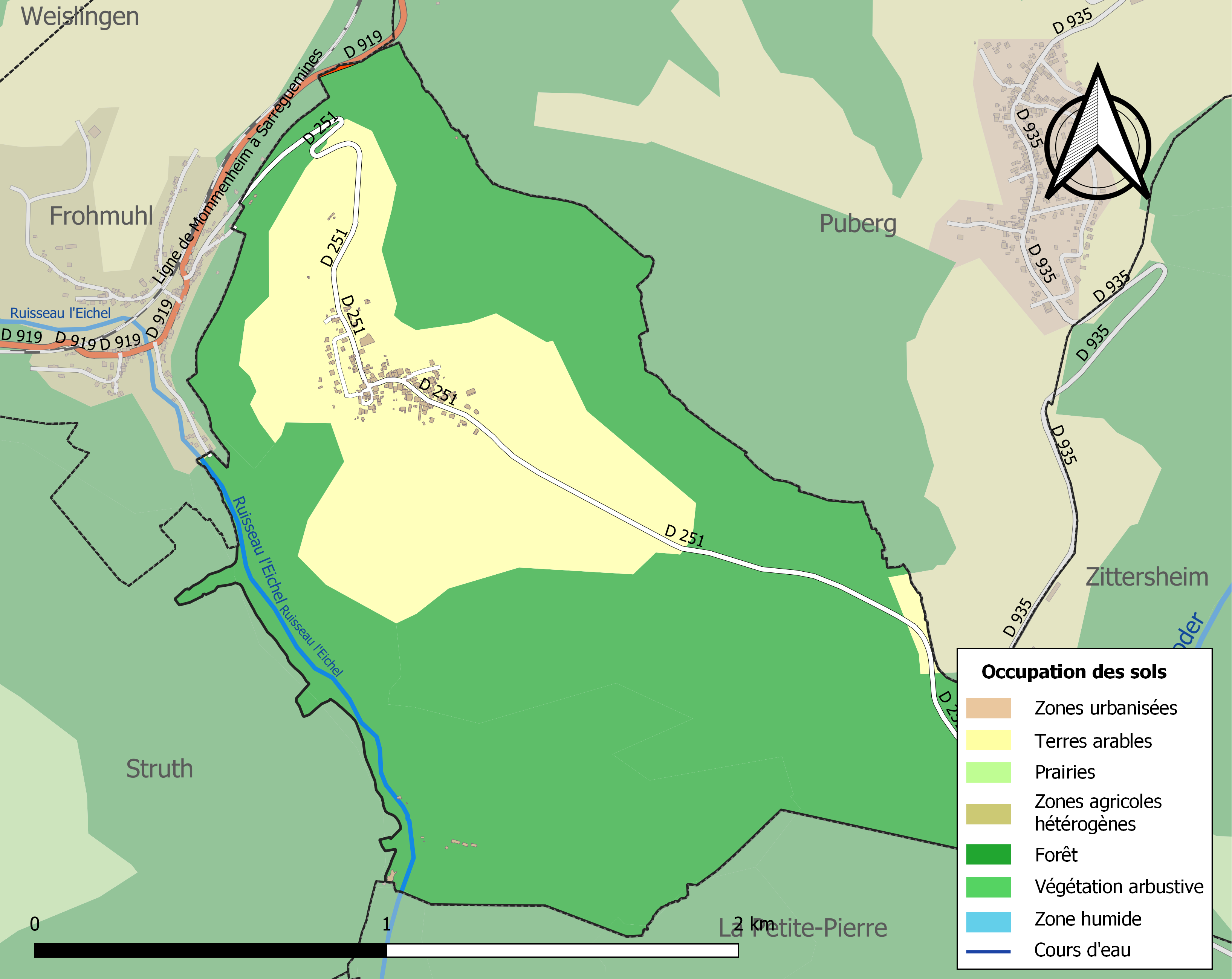
Carte des infrastructures et de l'occupation des sols de la commune en 2018 (CLC).

### Lieux-dits, hameaux et écarts
- Route Donnenbach sur la route forestière entre Frohmuhl et La Petite-Pierre, proche de l'étang du Donnenbach et de la Maison de l'eau et de la rivière.

### Voies de communications et transports

#### Voies routières
- D 251 vers Frohmuhl, Moderfeld[21].
- D 919 vers Wingen-sur-Moder.

#### Transports en commun

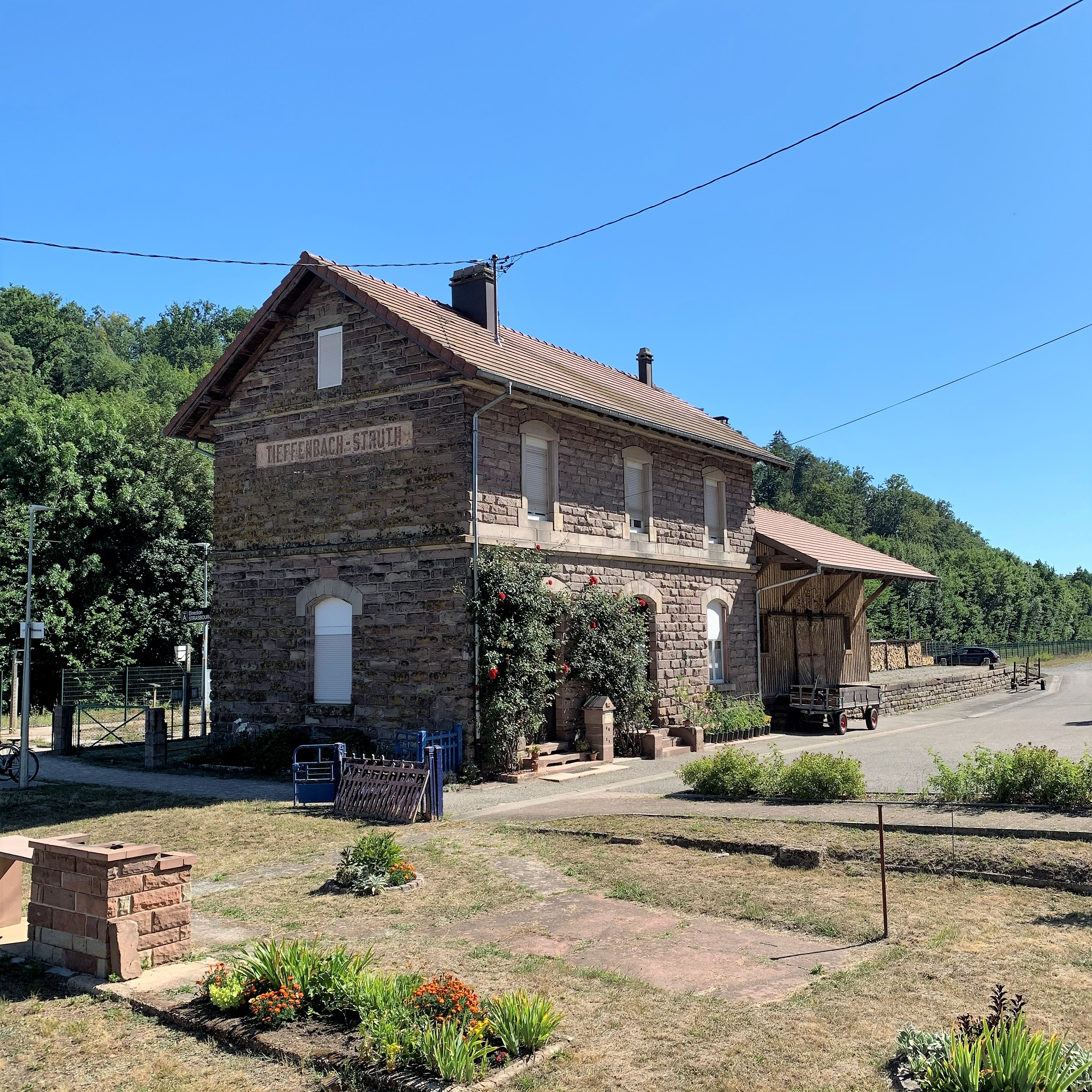
La gare de Tieffenbach - Struth.

- Transports en Alsace.
- Fluo Grand Est.

##### SNCF
- Gare de Tieffenbach - Struth,
- Gare de Wingen-sur-Moder,
- Ancienne gare de Diemeringen,
- ancienne gare de Voellerdingen,
- Ancienne gare d'Ingwiller.

### Risques naturels et technologiques
Commune située dans une zone 2 de sismicité faible.

## Toponymie
- D'un nom de personne germanique Hingo + burg.
- Hunsbourg (1793), Hinsbourg (1801).

## Histoire
En 1314, Hugues de Fleckenstein et son cousin Nicolas de La Petite-Pierre s'étaient coalisés contre la ville de Strasbourg.
Strasbourg résolut d'attaquer Nicolas à La Petite-Pierre. Sur leur passage, les soldats brûlèrent les villages appartenant au comté, Wingen, Speckwiller, Buchberg (Puberg), Husberg (Hinsbourg), Haselau et le faubourg de La Petite-Pierre.
Des cinq villages détruits, seuls Wingen et Hinsbourg furent reconstruits à leurs anciens emplacements.

## Politique et administration

### Découpage territorial
Commune membre de la Communauté de communes de Hanau-La Petite Pierre.

### Élections municipales et communautaires

#### Liste des maires
| Période                                  | Période                   | Identité                                           | Étiquette | Qualité                                                     |
| ---------------------------------------- | ------------------------- | -------------------------------------------------- | --------- | ----------------------------------------------------------- |
| Les données manquantes sont à compléter. |                           |                                                    |           |                                                             |
| avant 1981                               | 1995                      | Charles Buchy                                      |           |                                                             |
| juin 1995                                | En cours (au 31 mai 2020) | Gilbert Reutenauer, Réélu pour le mandat 2020-2026 | SE        | Vice-président du SIVOM Haute-Moder et du SIVU Haute-Eichel |

## Finances communales

### Budget et fiscalité 2023
En 2023, le budget de la commune était constitué ainsi :
- total des produits de fonctionnement : 121 000 €, soit 1 046 € par habitant ;
- total des charges de fonctionnement : 129 000 €, soit 1 115 € par habitant ;
- total des ressources d'investissement : 57 000 €, soit 493 € par habitant ;
- total des emplois d'investissement : 15 000 €, soit 127 € par habitant ;
- endettement : 55 000 €, soit 473 € par habitant.

Avec les taux de fiscalité suivants :
- taxe d'habitation : 9,72 % ;
- taxe foncière sur les propriétés bâties : 28,15 % ;
- taxe foncière sur les propriétés non bâties : 92,67 % ;
- taxe additionnelle à la taxe foncière sur les propriétés non bâties : 0,00 % ;
- cotisation foncière des entreprises : 0,00 %.

Chiffres clés Revenus et pauvreté des ménages en 2021 : médiane en 2021 du revenu disponible, par unité de consommation : 25 280 €.

## Équipements et services publics

### Enseignement
Établissements d'enseignements :
- Écoles maternelles et primaires à Struth, Tieffenbach, Weislingen, Petersbach, Rosteig,
- Collèges à Wingen-sur-Moder, Drulingen, Diemeringen, Lemberg, Ingwiller,
- Lycées à Phalsbourg, Sarre-Union, Bouxwiller.

### Santé
Professionnels et établissements de santé :
- Médecins à La Petite-Pierre, Wingen-sur-Moder, Diemeringen, Drulingen, Soucht, Montbronn,
- Pharmacies à La Petite-Pierre, Wingen-sur-Moder, Diemeringen, Drulingen, Soucht, Montbronn,
- Hôpitaux à Phalsbourg, Sarre-Union, Ingwiller, Saverne.

## Population et société

### Démographie
L'évolution du nombre d'habitants est connue à travers les recensements de la population effectués dans la commune depuis 1793. Pour les communes de moins de 10 000 habitants, une enquête de recensement portant sur toute la population est réalisée tous les cinq ans, les populations de référence des années intermédiaires étant quant à elles estimées par interpolation ou extrapolation. Pour la commune, le premier recensement exhaustif entrant dans le cadre du nouveau dispositif a été réalisé en 2008.

En 2022, la commune comptait 117 habitants, en évolution de +3,54 % par rapport à 2016 (Bas-Rhin : +3,17 %, France hors Mayotte : +2,11 %).
| 1793 | 1800 | 1806 | 1821 | 1831 | 1836 | 1841 | 1846 | 1851 |
| ---- | ---- | ---- | ---- | ---- | ---- | ---- | ---- | ---- |
| 102  | 108  | 66   | 150  | 155  | 163  | 168  | 147  | 139  |

| 1856 | 1861 | 1866 | 1871 | 1875 | 1880 | 1885 | 1890 | 1895 |
| ---- | ---- | ---- | ---- | ---- | ---- | ---- | ---- | ---- |
| 127  | 126  | 121  | 122  | 119  | 140  | 143  | 141  | 159  |

| 1900 | 1905 | 1910 | 1921 | 1926 | 1931 | 1936 | 1946 | 1954 |
| ---- | ---- | ---- | ---- | ---- | ---- | ---- | ---- | ---- |
| 157  | 135  | 138  | 129  | 134  | 133  | 123  | 106  | 117  |

| 1962 | 1968 | 1975 | 1982 | 1990 | 1999 | 2006 | 2008 | 2013 |
| ---- | ---- | ---- | ---- | ---- | ---- | ---- | ---- | ---- |
| 101  | 112  | 87   | 80   | 85   | 106  | 115  | 118  | 116  |

| 2018 | 2022 | - | - | - | - | - | - | - |
| ---- | ---- | - | - | - | - | - | - | - |
| 111  | 117  | - | - | - | - | - | - | - |

### Vie associative
- L’association tourisme, sports et loisirs (ATSL), active depuis 23 ans, anime de nombreuses activités en bénéficiant par ailleurs des locaux de la salle des fêtes[35].

### Cultes
- Paroisse protestante.
- Culte catholique, Communauté de paroisses Sources de la Moder[36], Diocèse de Strasbourg.

## Économie

### Entreprises et commerces

#### Agriculture
- Culture de céréales, de légumineuses et de graines oléagineuses.
- Élevage d'ovins et de caprins.

#### Tourisme
- Le camping municipal aire naturelle Le Steinberg[37].
- Hébergement touristique et autre hébergement de courte durée.
- Hôtels-restaurants à La Petite-Pierre.

#### Commerces
- Commerces et services de proximité[38].

## Culture locale et patrimoine

### Lieux et monuments
- Église protestante de 1839[39],[40],[41].

Patrimoine mobilier :
* Bassin de baptême,
* Boîte à hosties protestante.
* Cloche de Causard (fondeur de cloches),.
- Patrimoine rural recensé par le service régional de l'Inventaire général du patrimoine culturel[47]
- Mairie-école[48].
- Plaque commémorative faisant office de monument aux morts[49] : Conflit commémorés : Guerre franco-allemande de 1914-1918.
- Salle des fêtes[50].
- Grand chêne : Chêne pédonculé[51].

### Galerie

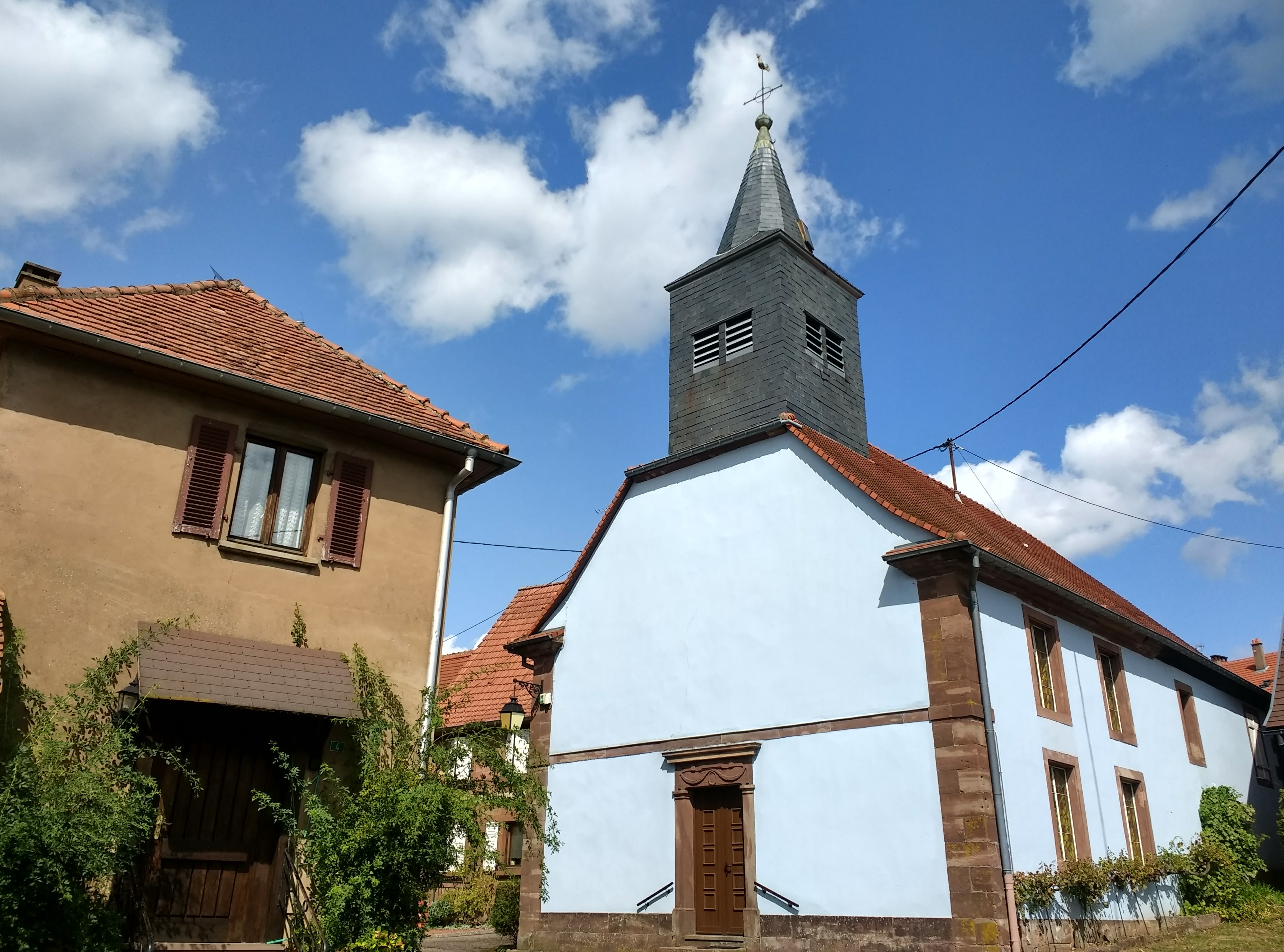
L'église protestante côté porche.
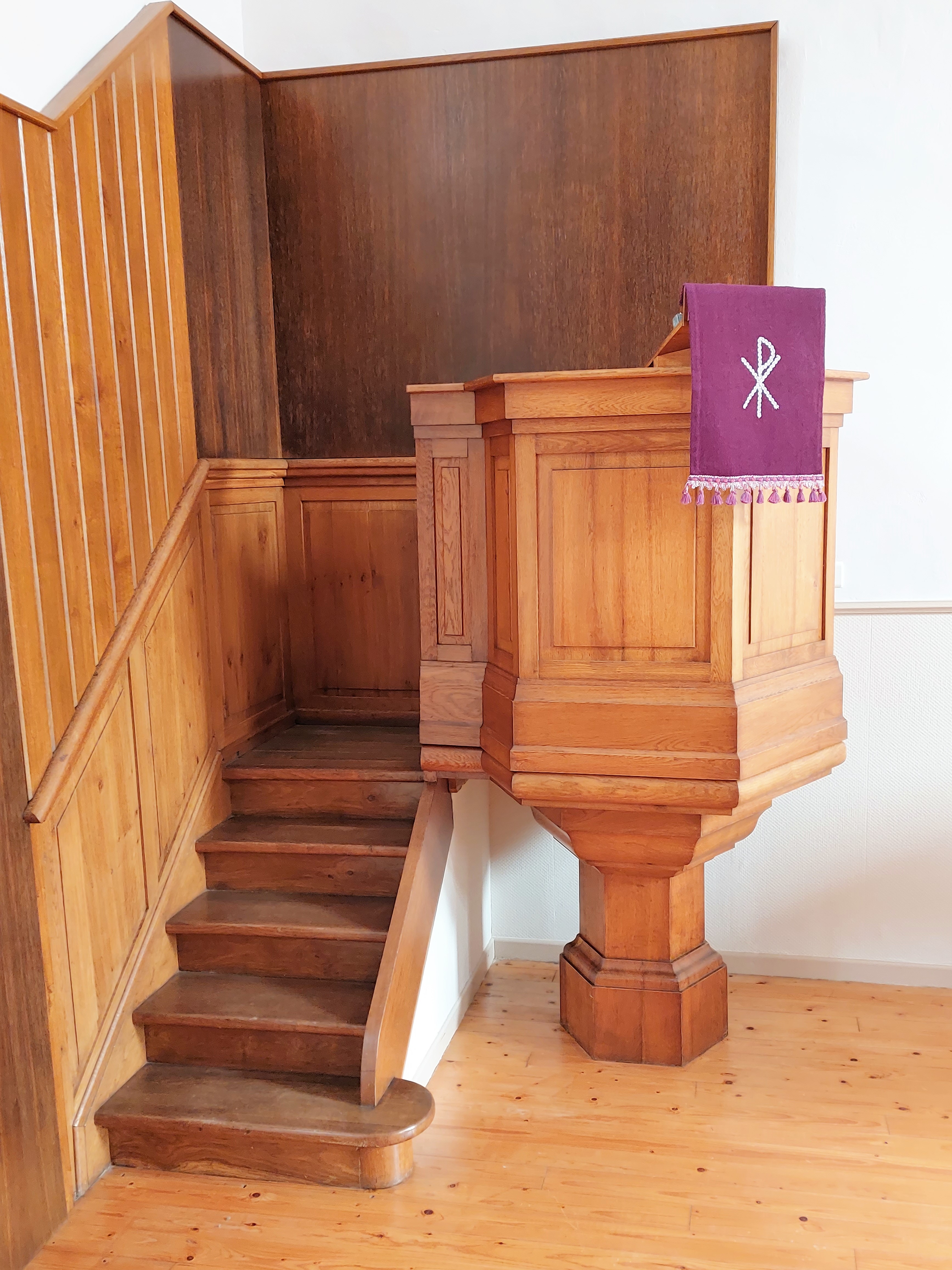
Chaire.
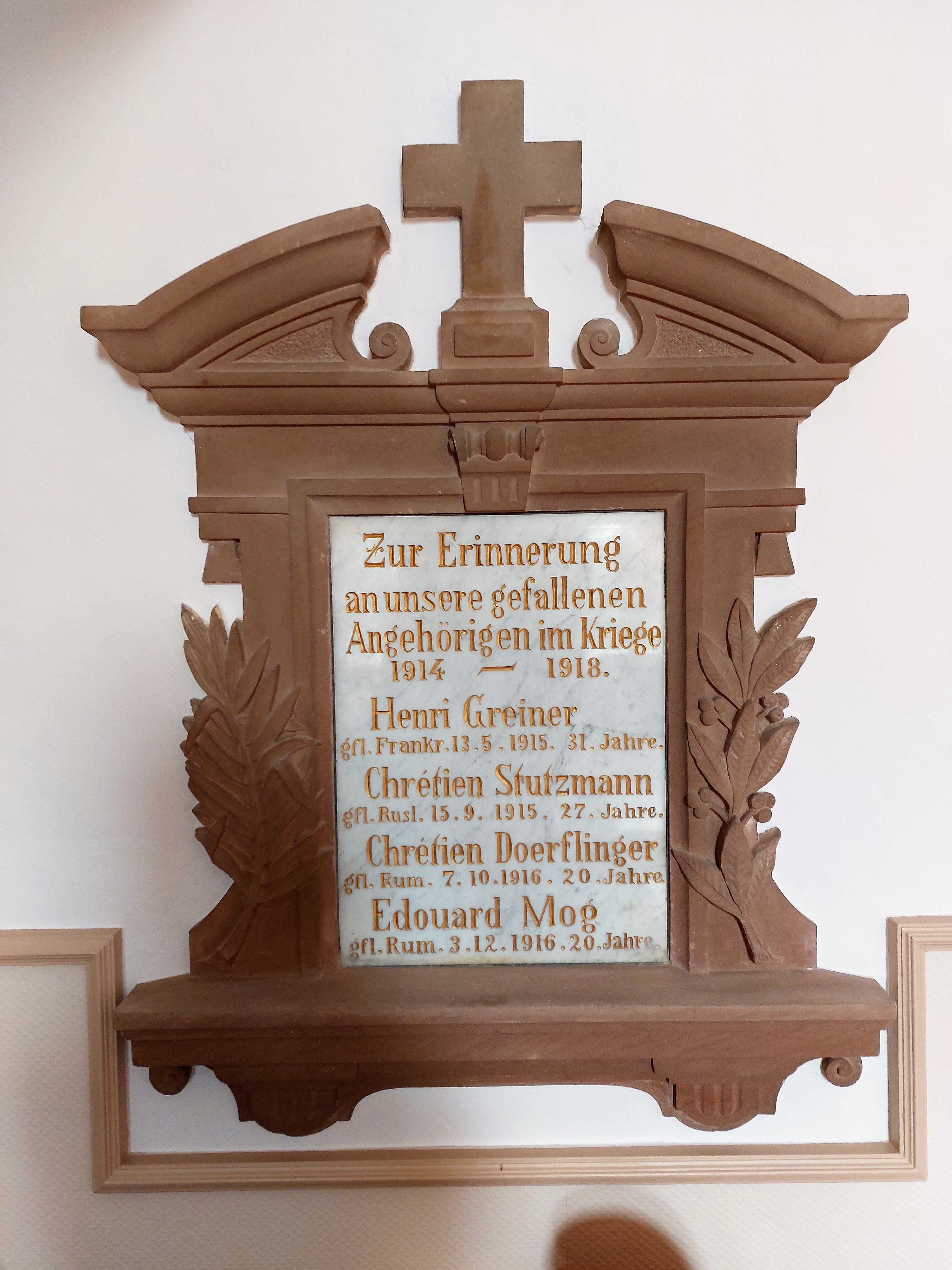
Plaque commémorative dans l'église.
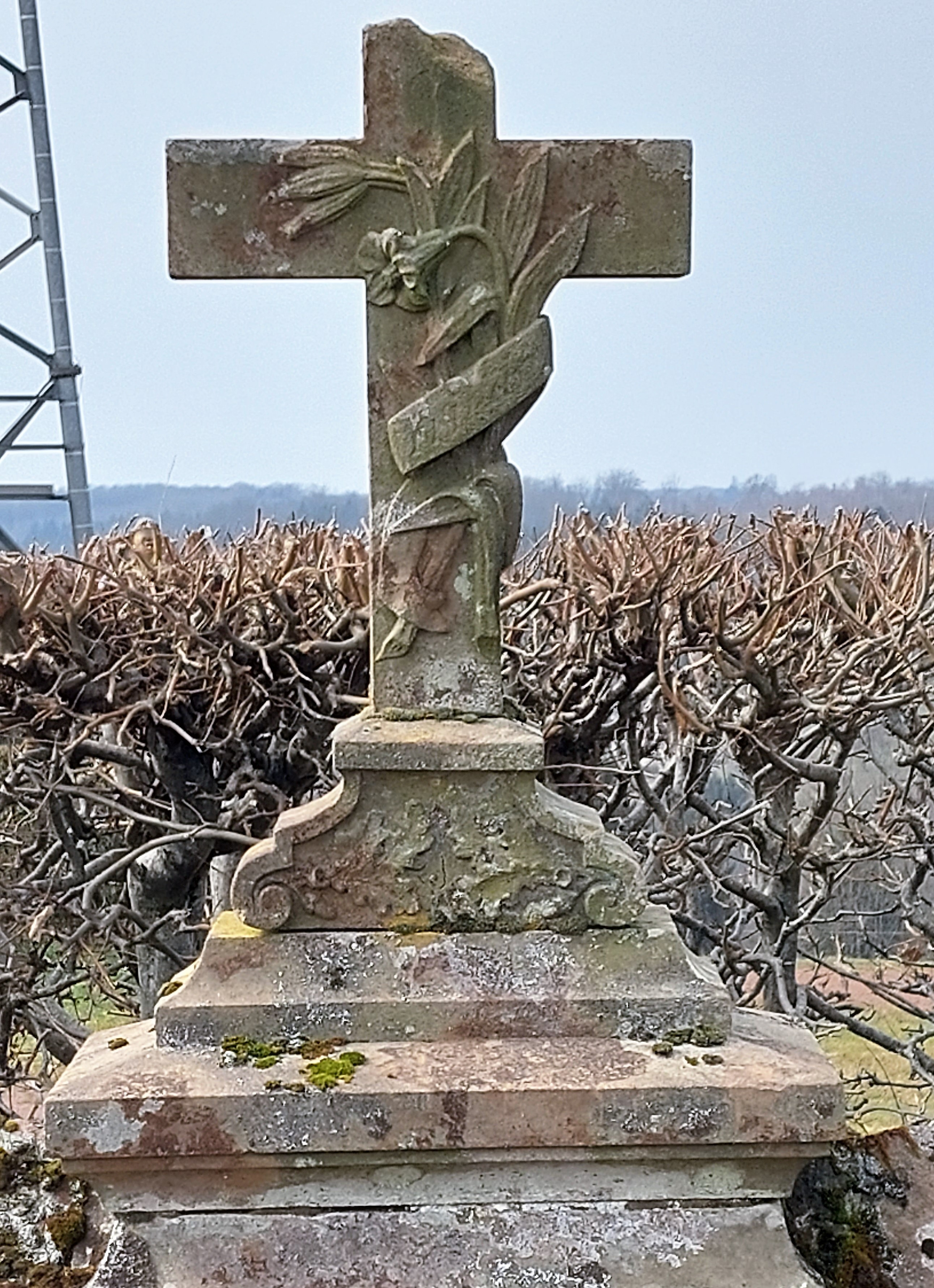
Ancienne pierre tombale du cimetière.
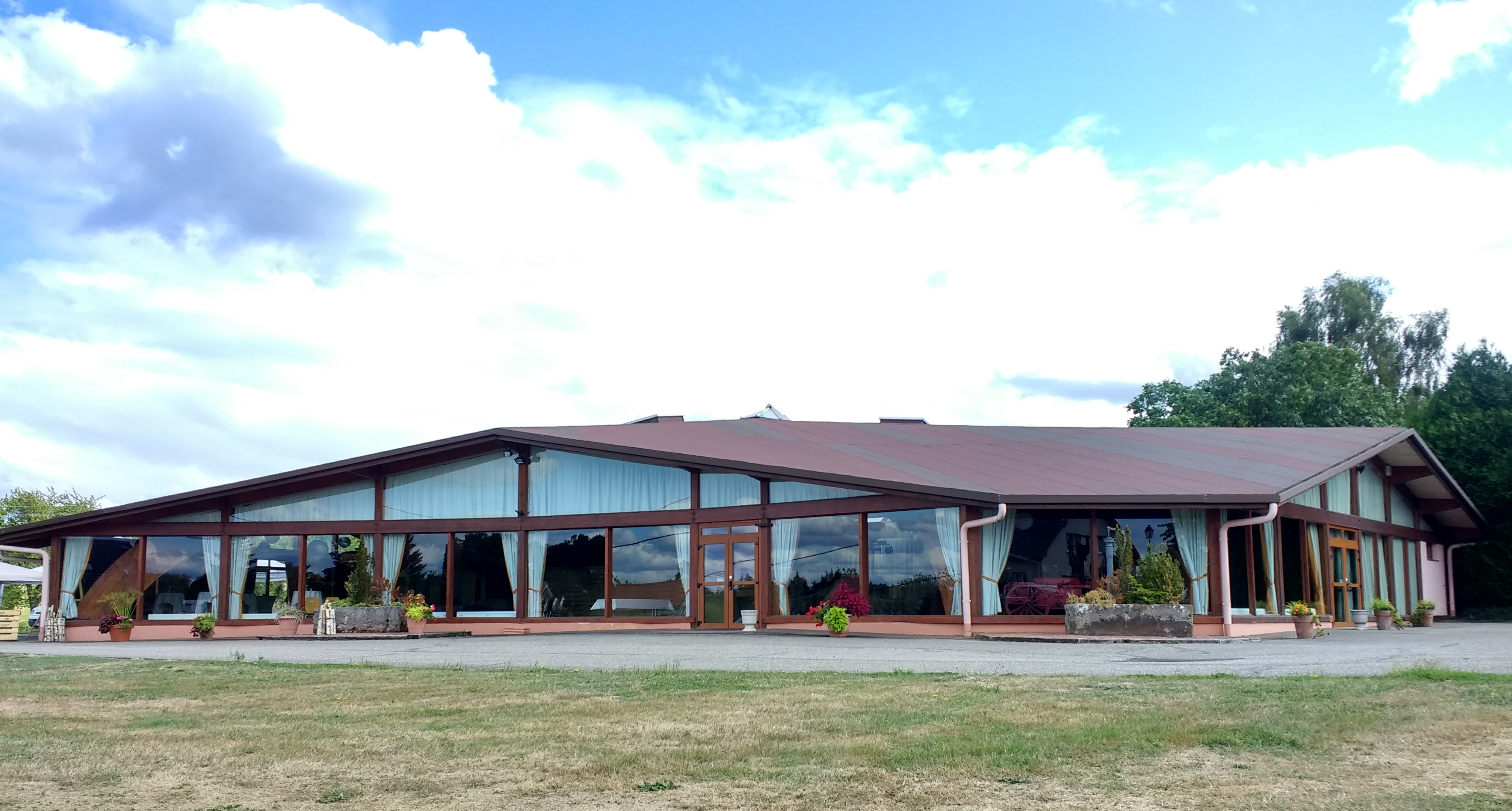
La salle des fêtes

### Personnalités liées à la commune
- Philippe Richert, ministre auprès du ministre de l'Intérieur, de l'Outre-Mer, des Collectivités territoriales et de l'Immigration, chargé des collectivités territoriales.
- Gaston Dann (1949-2013), président de la COMCOM de La Petite-Pierre et conseiller général de La Petite-Pierre[52].
- Georges Sand, président du SIVOM de la Haute-Moder[53].

### Héraldique
| Blason de Hinsbourg | Blason  | Coupé : au premier de gueules au chevron d'argent accompagnée de trois croisettes du même, au second d'or plain,. |
| Blason de Hinsbourg | Détails | |